# GDJ-fonden
GDJ-fonden (Gefle-Dala Jernvägs fond av 1945) är en svensk stiftelse som bildades i samband med försäljningen av järnvägsbolaget Gävle-Dala järnväg till svenska staten. Järnvägen gick upp i SJ några år senare. Fondbeloppet skulle förvaltas av numera Mellansvenska handelskammaren som en fristående stiftelse.
Stadgarna anger att fonden ska främja allmännyttiga företag som tidigare främjats av GDJ samt främja Gävleortens näringsliv och turism. Det senare har skett genom förvärv av ett stort antal skulpturer som efter hand donerats till Gävle kommun.
Fondens styrelseordförande under dess mest aktiva inköpsperiod var den konstintresserade finansmannen Carl-Eric Björkegren. Dennes vän, arkitekten och skulpturfotografen Bo Boustedt, hade förmedlat flera verk av den brittiske skulptören Henry Moore. Av detta följde att en delegation från GDJ-fonden och kommunen besökte Moore och vid ett andra besök gjordes affären upp. Fonden fick köpa ett exemplar av Moores nya verk som skulle gjutas i sju 
exemplar, nämligen Three Piece Reclining Figure. Draped (Tredelad vilande figur. Draperad). Verket placerades på Slottstorget i Gävle.

## Skulpturverk i urval
- Staty av Pehr Murén – Nils Möllerberg, 1953, Södra Strandgatan/Södra Centralgatan
- Gudinna vid hyperboréernas hav[1] – Eric Grate, 1956, Rådhustorget
- Three Piece Reclining Figure. Draped (Tredelad vilande figur. Draperad) – Henry Moore, 1976, Slottstorget
- Getgubben – Allan Runefelt, Drottninggatan/Nya Kungsgatan
- Les Retrouvailles (Återföreningen) – Michel Beck,1988, Boulognerskogen
- Decoration Blues lekskulptur – Lotte Forsfält, 1988, Stadsträdgården
- Flerhalsad cello – Arman, foajén i Gävle konserthus

## Styrelseledamöter i urval
Personer som under minst tio år ingått i styrelsen är (fram till år 2004) Birger Bellander, Karl Fredrik Göransson, Sven Marin, Carl-Eric Björkegren, Tryggve Ahlgren och Ivar Ohlsson.